# یان فیشر (بازیگر)
یان فیشر (چکی: Jan Fischer; ۱۹ ژوئیهٔ ۱۹۲۱ – ۲۶ سپتامبر ۲۰۱۱) بازیگر و کارگردان تئاتر یهودی اهل چک بود. در طول جنگ جهانی دوم او به محله یهودی نشین ترزین منتقل شد و در آنجا نمایشنامه‌هایی را کارگردانی کرد. فیشر از اردوگاه‌های مرگ جان سالم به در برد و پس از جنگ به پراگ بازگشت تا با همسرش هانا (میسل) ازدواج کند. دختر آنها نیز بازیگر بود.